# Nicolas Auclert
Pour les articles homonymes, voir Auclert.
Nicolas Auclert (ou Auclerc), né le 2 novembre 1760 à Châteaumeillant et décédé le 17 mars 1860 au même lieu, est un homme politique et un magistrat français, figure révolutionnaire importante du département du Cher.

## Biographie

### Début de carrière
Issu de la bourgeoisie marchande, Auclert suit des études de droit et obtient le titre d'avocat au bailliage à la fin de l'Ancien Régime. En 1790 il épouse Marie-Maguerite Pidoux, fille d'un cavalier de la maréchaussée.
Auclert commence sa carrière politique avec la Révolution. En 1790 il est élu procureur-syndic du directoire du district de Châteaumeillant, fonction qu'il exerce jusqu'en 1792.
En 1791, il se radicalise et entre dans la mouvance de Heurtault de Lammerville, chef des jacobins locaux. Il intègre bientôt à ses côtés le conseil général du Cher. Le 29 août de la même année, il est élu député suppléant à l'Assemblée nationale législative. Hélas pour lui, aucun désistement ne lui permet d'accéder à la députation.

### Membre-clé du directoire du département
Son influence dans la vie politique locale va croissante, et le 11 novembre 1792, il entre au directoire du département où il se charge de la gestion des ponts et chaussées. Jacobin modéré, il parvient à traverser toutes les tempêtes politiques et reste en place pendant cinq ans, un exploit en ces temps si agités. Le 1er messidor an II (19 juin 1794) il prend la présidence du directoire.
Son profil sage lui permet de garder la confiance des thermidoriens lors de la réorganisation des administrations départementales en l'an III. De nouveau président le 1er ventôse an III (19 février 1795), il survit à la réduction du directoire à cinq membres puis à l'installation de nouveaux administrateurs le 16 floréal (5 mai).
Le 1er brumaire an IV (23 octobre 1795) Auclert fait partie de la nouvelle équipe dirigeante aux côtés des administrateurs Béguin fils, Dumont-Verville, Séguin et Grangier.
En 1796, il est nommé commissaire civil pour écraser l'insurrection royaliste qui s'est déclenchée en Sancerrois. Accompagné du général Canuel, il épure les administrations locales et mène à bien sa mission.
En 1797, Auclert devient vice-président de l'administration départementale, qui succède au directoire. Mais le coup d'État de Fructidor entraine l'épuration de cette administration, et il est démis de ses fonctions le 5 brumaire an VI (26 octobre 1797).

### Le magistrat
À 37 ans, Auclert voit ainsi sa carrière politique brisée. Il se reconvertit alors dans la magistrature et devient en 1800 juge auprès du tribunal civil de l'arrondissement de Saint-Amand-Montrond. Conseiller de l'arrondissement de Sancerre en 1801, puis de celui de Saint-Amand en 1806, il figure sur la liste des notables départementaux dressée en 1802. Néanmoins sa fortune est assez médiocre et il ne peut pas prétendre à une véritable aisance. Bien considéré par ses confrères, il est promu juge d'instruction. En 1811, le voici président du tribunal de l'arrondissement du Blanc.
Son passé jacobin étant oublié, sa carrière suit son cours sous la Restauration. En 1819 il est nommé président du tribunal civil de La Châtre.
En 1837, il sollicite et obtient sa retraite, doté d'une pension de 1 250 francs par an.
Retiré dans sa ville natale, Nicolas Auclert décède en 1860, dans sa centième année. Il était alors le dernier survivant des députés élus lors de la période révolutionnaire, suppléants compris.
Le ministre et ancien président de région socialiste Michel Sapin figure parmi sa descendance.

## Pour approfondir